# Älvefärd
Älvefärd (klassifikation: SMB 31, TSB A 65) är en naturmytisk balladtyp som finns upptecknad i Sveriges Medeltida Ballader i tre varianter, en från 1678 (efter Ingierd Gunnarsdotter) och två från 1800-talet. En av varianterna är försedd med melodi.

## Handling
I jag-form berättas hur en man med vacker sång och/eller storartade gåvor lockas av en jungfru, men i sista ögonblicket räddas av att 'hanen gal', 'hanen slår ut sina vingar', eller 'Herre Gud skyddar mig under sina vingar'. Han varseblir då att 'jungfrun' är ett otyg, och undkommer.
Handlingen är likartad i balladerna Herr Magnus och havsfrun, SMB 26 och Jungfrurnas gäst, SMB 30.

## Paralleller på andra språk
Balladtypen finns också på danska (DgF 46) och på norska.